# Magnus Callmyr
Magnus Callmyr, född 7 september 1968 i Tranås, är en svensk behandlingspedagog och socialpolitisk debattör.

## Biografi
I början av 1990-talet studerade Callmyr vid Handelshögskolan i Stockholm och utexaminerades som civilekonom. Under studietiden var han vice ordförande i studentkåren.
Callmyrs karriär i näringslivet komplicerades av missbruk. Han har bland annat beskrivit sina erfarenheter i självbiografin Smålänning, civilekonom, försäljningschef, alkoholist & ’jävla narkoman’ (2011). Där berättar han hur han återfick en mening med livet genom att använda sina erfarenheter till att hjälpa andra. Från 2006 till 2011 utbildade sig Callmyr till behandlingspedagog.. År 2011 skrev han en bok om internetdroger, Nätdroger och RC-droger.
I maj 2015 blev Callmyr den första testpatienten i det patientledda vårdkonceptet Svenskt Psykiatricentrum. I augusti 2015 anställdes Callmyr som organisationssekreterare vid RFHL Riks i Stockholm. Sedan mars 2016 är han styrelseledamot i Föreningen Värdighet och arbetar med etableringen av Svenskt Psykiatricentrums vårdkoncept i Skåne.